# Altona (Colorado)
Altona es un lugar designado por el censo ubicado en el condado de Boulder en el estado estadounidense de Colorado. En el Censo de 2010 tenía una población de 501 habitantes y una densidad poblacional de 110,92 personas por km².

## Geografía
Altona se encuentra ubicado en las coordenadas 40°7′21″N 105°17′46″O / 40.12250, -105.29611. Según la Oficina del Censo de los Estados Unidos, Altona tiene una superficie total de 4.52 km², de la cual 4.37 km² corresponden a tierra firme y (3.33%) 0.15 km² es agua.

## Demografía
Según el censo de 2010, había 501 personas residiendo en Altona. La densidad de población era de 110,92 hab./km². De los 501 habitantes, Altona estaba compuesto por el 94.41% blancos, el 0.8% eran afroamericanos, el 0.4% eran amerindios, el 2% eran asiáticos, el 0.2% eran isleños del Pacífico, el 0.6% eran de otras razas y el 1.6% pertenecían a dos o más razas. Del total de la población el 5.19% eran hispanos o latinos de cualquier raza.